# Aeronavigabilità
L'aeronavigabilità, equivalente italiano del termine inglese airworthiness, o più semplicemente navigabilità, è la condizione nella quale si trova un aeromobile con un Certificato di navigabilità (Modello AESA 25 - EASA Form 25) e un Certificato di revisione della aeronavigabilità (ARC) in corso di validità; è in regola con le manutenzioni obbligatorie e le prescrizioni di aeronavigabilità, non installa parti non conformi, scadute o che abbiano superato i limiti d'impiego, ed è stato tenuto efficiente da manutentori approvati.
Il certificato di aeronavigabilità non ha scadenza, mentre il certificato ARC (che ha validità di 12 mesi) attesta che, ad una certa data, l'aeromobile stesso è stato verificato essere aeronavigabile da un soggetto preposto, e che dovrà essere sottoposto a nuova visita entro una certa scadenza, per confermarne il suo stato di navigabilità.
L'ARC può essere emesso da un'impresa appositamente approvata in accordo alla EASA, parte M, capitolo G (impresa CAMO con privilegio M.A.711 [b]), o dall'ENAC in accordo al paragrafo (rif. M.B.902), ovvero della valutazione della raccomandazione emessa da una Impresa CAMO con privilegio M.A.711 (b) dopo esecuzione favorevole di una revisione della aeronavigabilità in accordo al paragrafo M.A.710 della parte M (rif. M.B.901).
Un aeromobile con il certificato ARC scaduto non può andare in volo. Fra una visita di rinnovo e l'altra, la responsabilità del mantenimento dello stato di navigabilità dell'aeromobile è dell'esercente.